# Personaggi di Full Metal Panic!
Questo è un elenco dei personaggi principali e secondari che appaiono nella serie di light novel, manga e anime Full Metal Panic!, ideati da Shōji Gatō.

## Protagonisti

### Sōsuke Sagara
Doppiato da: Tomokazu Seki, Haruka Fujimoto (da bambino) (ed. giapponese), Simone D'Andrea, Laura Cosenza (da bambino) (ed. italiana)
Sōsuke Sagara (相良 宗介?, Sagara Sōsuke) è il protagonista della serie, un sergente Mithril. Quale membro del suo SRT con il nome in codice di URUZ 7, è dotato in ogni sorta di tecnica di combattimento ma eccelle nell'utilizzo degli AS (le sue migliori abilità sono, a quanto dice lui: "ricognizione, esperto di esplosivi e pilotaggio di AS"). I suoi hobby sono la pesca e la lettura. La sua vita cambia drasticamente quando gli viene assegnata una missione in una scuola di Tokyo (l'istituto superiore Jindai), dove deve fare la guardia ad una ragazza Whispered, Kaname Chidori. Inizialmente la sua relazione con Kaname è molto instabile, ma poi sviluppa un forte legame con lei.
Sebbene sia giapponese, non si sa dove e quando sia nato (probabilmente è nato in Afghanistan), così la sua età è solo presunta. Quando aveva sei anni era un bambino molto dolce e venne salvato da Kalinin, che però, dedicandosi prima a lui, non riuscì a trarre in salvo anche la sua amorevole madre. Kalinin parlò con lui per mesi di varie cose, finché non lo affidarono ai servizi sociali. Venne, però, inserito in un programma sovietico, il Nadja, che prevede l'addestramento di ragazzini che vengono mandati sul campo di battaglia col puro scopo di uccidere. Inizialmente fu mandato a 8 anni proprio dall'Unione Sovietica ad uccidere con tanti altri sicari un leggendario combattente di guerriglia afghano, famoso per la sua generosità, che dopo averlo imprigionato decise di crescerlo come fosse suo figlio e gli diede un nome, ovvero Kashim. All'età di undici anni, con già cento omicidi alle spalle, Kashim incontrò Gauron. Durante quel periodo inizia a manovrare degli AS rubati dai guerriglieri afghani, e combatte e viene sconfitto da una truppa comandata proprio da Kalinin, che lo riconosce e lo fa prigioniero. Sosuke, però, non si ricorda di lui e Kalinin rimane sconvolto nel rendersi conto che l'addestramento del Nadja ha sradicato Sosuke da qualsiasi umanità, tanto che non riesce a concepire che nel mondo esista qualcosa che non sia la guerra e il combattere fino alla morte. Kalinin decide di adottarlo come figlio suo sperando che, un giorno, avrebbe fatto tornare il suo sguardo dolce e buono come un tempo. Quando la moglie di Kalinin morì in ospedale insieme al figlio che portava in grembo perché la struttura ospedaliera non aveva personale e medicine adeguate, oltre al fatto che il medico che la operò fosse ubriaco, egli decise di combattere il suo stesso paese nella guerriglia afghana con Sōsuke insieme a Majid, il combattente per cui Sosuke combatteva ai tempi del loro secondo incontro. Alla morte di Majid, Sōsuke continuava a non vedere un mondo fuori dalla guerra, così Kalinin gli insegnò tutte le tecniche di sopravvivenza che conosceva, divennero mercenari e parteciparono a diversi combattimenti con svariati gruppi che li assoldavano, andarono via dall'Afghanistan, per poi separarsi durante una battaglia in Cambogia. Tempo dopo, Sosuke entrò nella Mithril, nella quale lo stesso Kalinin era entrato un anno prima.
Questo tragico passato ha fatto di lui un ottimo soldato, ma un pessimo studente in Giappone (la materia in cui ha più difficoltà è la letteratura antica). Non ha alcuna dimestichezza con le relazioni sociali al di fuori del campo militare e questo lo porta a commettere un errore di valutazione dietro l'altro in qualsiasi aspetto della vita studentesca, spesso confondendo situazioni normali con momenti di pericolo (ad esempio facendo saltare in aria una scarpiera solo perché una ragazza l'aveva aperta per metterci una lettera d'amore, minacciare un parrucchiere perché in possesso di forbici, ecc.), non riuscendo mai a scindere la vita normale da quella militare. Una delle situazioni che maggiormente si ripetono sono le aggressioni fisiche di Kaname nei suoi confronti a causa delle sue continue gaffe e mancanza di tatto, spesso usando un harisen oppure a mani nude. Inizialmente Kaname lo prende per un maniaco fissato di roba militare a causa di bizzarri equivoci dovuti alla sua inadeguatezza, ma in seguito Sosuke è costretto a rivelarle la verità e questo rende la ragazza molto più comprensiva nei suoi confronti. La bizzarria di Sōsuke e la sua visione assai ristretta della vita entrano costantemente in contrasto col carattere espansivo ed energico di Kaname, ma questo porta anche Sōsuke ad aprirsi di più con le persone, soprattutto nei confronti di lei, fino ad innamorarsene. I suoi sentimenti verso Kaname diventano presto una parte essenziale della sua vita e quando gli viene revocato l'incarico di proteggerla, Sōsuke non riesce più ad essere nemmeno il soldato eccellente di prima, non riesce mai ad attivare il Lamda Driver del suo AS e non riesce a dare alcun valore a ciò che lo circonda, fino al punto da disertare nel mezzo di una missione perché del tutto incapace di concentrarsi. Quando Gauron gli dice (falsamente) che Kaname è morta, Sosuke perde ogni interesse per la vita, anche la prospettiva di morire lo lascia indifferente. Solo l'arrivo di Kaname riesce a ridargli speranza e fiducia in se stesso, nonché la forza di opporsi ai suoi superiori e a dimezzarsi il compenso pur di tornare all'incarico precedente e di proseguire gli studi con Kaname.
Poco dopo gli eventi mostrati nell'anime The Second Raid, Sōsuke incontra il suo avversario più ostico, Leonard Testarossa, il fratello di Tessa. Leonard è un importante membro dell'Amalgam - all'interno della quale è anche noto come Mr. Silver, per il colore dei suoi capelli - e che riesce ad imporre a Sōsuke una cocente sconfitta in un duello di AS, spingendo Kaname a seguirlo in cambio della vita del ragazzo. Nel contempo, la Mithril viene in gran parte sbaragliata dalle forze dall'Amalgam e anche i compagni di scuola di Sōsuke e Kaname vengono messi in pericolo, con Kyoko che finisce in ospedale (fortunatamente non in gravi condizioni). Sōsuke decide così di spiegare tutto ai suoi compagni di classe e alcuni lo disprezzano per aver tenuto loro nascosto la sua vera identità. Sōsuke decide poi di andarsene, promettendo che avrebbe riportato Kaname indietro, iniziando così una ricerca personale della ragazza, la quale è gentilmente confinata in una grande villa appartenente a Leonard, che non riesce tuttavia a conquistare il cuore della ragazza, la quale dichiara apertamente vani tutti i suoi sforzi.
Lungo la sua ricerca, Sōsuke incontra e vede morire nuovi e vecchi amici, tra cui una Whispered, Nami, che si lega affettivamente a lui e che viene uccisa a tradimento da Kurama dell'Amalgam per attirare Sōsuke in trappola. Sōsuke arriva incredibilmente vicino ad incontrare Kaname in Messico, ma a mettersi contro di lui c'è Andrej Kalinin, inspiegabilmente passato al nemico. Kaname ha l'occasione di incontrare Sōsuke, che uccide senza rimpianti tutti i nemici che lo ostacolano, ed è Leonard a offrirgliela togliendosi il suo cappotto che blocca ogni arma e dandole una pistola carica, con trenta secondi di tempo per decidere cosa fare. Kaname non riesce a trovare la forza per macchiarsi di omicidio e Leonard le ricorda che Sōsuke è pronto a tutto per riabbracciarla mentre lei non ha neanche il coraggio di ucciderlo, tenta così di riprendere la pistola. Kaname, nonostante non abbia trovato la forza di sparare, si rifiuta di fuggire per poter tornare indietro da Sōsuke. La contesa della pistola finisce male per Leonard, il quale viene accidentalmente colpito di striscio da una pallottola e perde i sensi. Tuttavia, il tempestivo arrivo di Kalinin priva nuovamente Kaname di ogni via di fuga. Grazie ad un gesto disperato, la ragazza ottiene la possibilità di comunicare telefonicamente con Sōsuke - concessa da Kalinin mentre un elicottero li porta via - confessandogli il suo amore. Sōsuke dichiara di ricambiarla con lo stesso sentimento ed i due si promettono che, una volta riuniti, si baceranno per la prima volta.
Durante l'ultimo scontro con Leonard Testarossa riesce a trionfare, ma una bomba nucleare destinata a distruggere l'isola sembra condannarlo a morte certa, visto che il suo AS è fuori uso e non ha alcuna via di fuga. Ascoltando un video-messaggio registrato dei suoi compagni di classe che gli augurano di tornare a scuola da loro, Sōsuke, dopo oltre dieci anni, piange di nuovo. Il suo AS allora gli domanda se sia un uomo o una macchina e Sōsuke gli risponde che dovrebbe essere lui stesso a deciderlo, perché è una scelta che ogni umano fa. A pochi secondi dalla terribile esplosione, il suo AS attiva di propria iniziativa il Lambda Driver, riuscendo a proteggere l'area all'interno dell'automa in cui si trova Sōsuke, salvandogli la vita per un soffio. Sōsuke, ritenuto morto, rivede Kurz e Melissa, chiedendo loro di occuparsi di portare via l'unità centrale del suo AS e dicendo loro che ha deciso di mettere da parte le armi, perché deve pensare a finire la scuola. Dopodiché torna all'istituto Jindai nel giorno del diploma e, dopo averle ricordato a Kaname la loro promessa e averle detto che l'avrebbe protetta per sempre, la bacia davanti a tutta la scuola.

### Kaname Chidori
Doppiata da: Satsuki Yukino (ed. giapponese), Perla Liberatori (ed. italiana)
Kaname Chidori (千鳥 かなめ?, Chidori Kaname) è la coprotagonista della serie. Apparentemente ordinaria studentessa della scuola superiore Jindai di Tokyo, Kaname è una Whispered che porta inconsapevolmente con sé segreti militari ambiti da molte organizzazioni militari. L'organizzazione mercenaria Mithril ha deciso di proteggerla ponendola sotto la tutela del sergente Sōsuke Sagara, con Kurz Weber e Melissa Mao in appoggio. Fuori luogo, il sergente non riesce ad abituarsi alla normale quotidianità di Tokyo, e la sua indole irruente e paranoica è sottolineata da gag che si susseguono per tutte le serie in cui Kaname tenta di moderarne il temperamento. Inizialmente Kaname pensa infatti che Sōsuke sia semplicemente un pervertito fissato di roba militare dal momento che la segue sempre e parla in gergo, ma in seguito verrà a sapere dallo stesso Sōsuke la sua vera identità e missione, cosa la porta a cambiare considerevolmente la sua opinione nei suoi confronti.
Kaname vive da sola in un appartamento, perché il padre, Alto Commissario per l'ambiente alle Nazioni Unite, e la sorella di 11 anni, vivono a New York, mentre la madre è morta di malattia tre anni prima. È vicepresidente del Consiglio Studentesco e capoclasse (secondo anno, quarta sezione). Nonostante la sua iperattività, soffre di pressione bassa e la mattina fa fatica ad alzarsi. È una ragazza bella, decisa ed espansiva, fortemente indipendente e sempre alla ricerca di qualcosa che renda la sua vita meno noiosa, ma sa anche essere molto dolce e disponibile. Come ammette lei stessa, per quanto Sōsuke il più delle volte la faccia arrabbiare o la metta a disagio per la sua totale mancanza di tatto e il suo atteggiamento sospettoso verso chiunque, è anche questo ciò che lo rende ai suoi occhi una persona interessante. La stessa Kyoko, sin dal primo giorno che Sōsuke fa la sua comparsa, fa notare a Kaname come non faccia altro che lamentarsi di Sōsuke, segno che evidentemente lui le interessa. Sviluppa, infatti, un rapido quanto progressivo attaccamento verso il protagonista. Mentre nello spin-off Fumoffu la relazione del duo si concentra sull'effetto comico, con risultati più felici della prima serie, Kaname e Sosuke saranno messi di fronte ai reciproci sentimenti in modo più conflittuale e maturo nel seguito The Second Raid. Kaname ammette infine a se stessa di amare Sōsuke, ma il suo imbarazzo prima e il suo rapimento da parte di Leonard Testarossa poi, a cui si consegna in cambio della salvezza di Sōsuke e dei suoi compagni, le impediscono di dichiararsi.
Viene fatta entrare in risonanza con Sophia, la Whispered più potente che si trova in un coma irreversibile da anni, la quale sembra prendere il controllo del suo corpo, ma la volontà di Kaname rimane forte. Lo scopo finale dell'Amalgam è cambiare la storia, usando un potente macchinario e Sophia per poter cancellare gli effetti dell'esperimento TAROS, che portò alla creazione degli Whispered e all'uso della Black Technology (in sostanza cancellare il mondo alternativo di Full Metal Panic! per farlo diventare come il mondo reale). Kaname viene informata erroneamente della morte di Sōsuke, permette a Sophia di dominarla e inizia a vedere come sarebbe il mondo senza la Black Technology, dove Sōsuke è vivo, entrambi sono normali studenti e si apprestano ad uscire insieme. Nel non vedere la cicatrice sulla guancia di Sōsuke, però, Kaname capisce che non è questa la realtà dove vuole vivere, perché il Sōsuke di cui si è innamorata non è un normale studente e si rende conto di non poter negare le vite di tutto il mondo perché, anche se hanno sofferto, rappresentano comunque la loro identità. Riesce quindi ad opporsi a Sophia e a fermare la macchina, per poi essere tratta in salvo dallo stesso Sōsuke, che rimane però indietro e, apparentemente, muore nell'esplosione nucleare che distrugge l'isola.
Con la distruzione del macchinario e la perdita del controllo di Sophia, i "sussurri" cessano per sempre e i Whispered tornano persone normali, sebbene Kaname senta ancora la presenza di Sophia in lei, ma non più come una figura ostile, semplicemente desidera vedere attraverso lei la vita che non poté avere personalmente. Il giorno del diploma viene accolta calorosamente da tutti i compagni di scuola, per poi ritrovarsi di nuovo di fronte Sōsuke, sopravvissuto all'esplosione grazie al suo AS. I due, memori della promessa che si erano fatti mesi prima, si baciano felicemente davanti a tutti i loro amici.

### Teletha Testarossa
Doppiata da: Yukana Nogami (ed. giapponese), Letizia Ciampa (ed. italiana)
Teletha Testarossa (テスタロッサ テレサ?, Tesutarossa Teretha), "Tessa" per gli amici, è il colonnello sedicenne della Mithril e il capitano di un sottomarino d'assalto, il Tuatha de Danaan (トゥアハー・デ・ダナン?, TDD-1). È anche lei, come Kaname Chidori, una Whispered ed è stata lei a progettare il sistema di propulsione ultra-rapido e ultra silenzioso del TTD-1. In realtà, il vero comandante del sottomarino doveva essere l'attuale vicecomandante, Richard Mardukas, ma in memoria del padre (ucciso nella notte in cui il fratello gemello maggiore di Tessa, Leonardo, venne rapito) lasciò a lei il comando. È innamorata del protagonista, ma al contrario di Kaname, lo ammette (non a lui però). È un'italo-americana ma la sua famiglia ha sangue svizzero e austriaco nelle vene. In contrasto con la sua intelligenza è molto goffa. Kaname una volta l'ha descritta come una ragazza che non cammina senza incespicare. Soffre anche di pressione bassa, il che probabilmente contribuisce alla sua goffaggine. Quando era piccola viveva con suo padre ad Okinawa, in Giappone, dove egli lavorava in una base americana. Parla giapponese e il suo drink preferito è ancora l'oshiruko (bevanda dolce a base di semi di soia, che di solito bevono i bambini). La sola attività sportiva che le riesce bene è il nuoto ed è capace di trattenere il respiro a lungo, tanto da poter fare un'intera vasca in apnea. Subito dopo aver capito di essersi innamorata di Sōsuke lo rivela a Kaname per dirle che si impegnerà a conquistarne il cuore, facendo chiaramente intendere di essersi accorta che anche la studentessa provi qualcosa per il sergente. Durante una breve vacanza di Tessa dove decide di studiare al liceo con Sōsuke, le due non mancano di lanciarsi sottili provocazioni e sguardi di sfida poiché il fatto che Sōsuke debba proteggere anche lei provoca la gelosia di Kaname.
Teletha, malgrado le sue speranze di conquistare il cuore di Sōsuke, si rende infine conto che quest'ultimo è innamorato di Chidori e si arrabbia con lui quando, per suo ordine, torna alla base cessando il suo incarico di protezione perché preferirebbe che Sōsuke la insultasse dicendole di voler stare con Kaname anziché accettare passivamente gli ordini controvoglia. I due restano comunque in ottimi rapporti e Teletha, malgrado provi ancora dei sentimenti per lui, riconosce che nel cuore di Sōsuke non c'è posto per nessuna donna che non sia Kaname.
Il suo vero nome in realtà dovrebbe essere Teletha, che è coerente con le sue origini italiche (oltretutto Tessa è anche il vero diminutivo di Teresa), però in giapponese Teletha e Teresa si scrivono allo stesso modo, come si può verificare nella puntata 10 di Fumoffu quando giunta a scuola scrive il nome alla lavagna in sillabe giapponesi. Questo "errore" è stato mantenuto in tutte le trasposizioni estere dell'anime, compresa quella italiana dove i traduttori della Shin Vision hanno preferito mantenere uno "spelling" conforme all'originale e alle edizioni straniere, mentre in The Second Raid è stato scelto di pronunciare correttamente il nome, ovvero Teresa.

### Kurz Weber
Doppiato da: Shin'ichirō Miki (ed. giapponese), Massimiliano Alto (Full Metal Panic! e Fumoffu) e Francesco Pezzulli (The Second Raid) (ed. italiana)
Kurz Weber (ウェーバー クルツ?, Weber Kurz) è un membro del SRT come Sōsuke e probabilmente il suo miglior amico (il suo nome in codice è URUZ-6). Sebbene sia bravo in varie cose come Sōsuke, la sua specialità è il tiro di precisione. Il suo colpo più straordinario avviene verso il finale del romanzo, in cui uccide un nemico colpendolo al cuore da un miglio e mezzo di distanza.
Si presuppone che sia austriaco, ma il suo passato è oscuro. Sappiamo che viveva a Tokyo quando era piccolo (fino a 14 anni) e parla perfettamente giapponese anche ora. Infatti conosce il Giappone meglio di Sōsuke. Molto bello, era un modello professionista per la rivista statunitense The Tag prima di diventare un mercenario. Sembra che sia nella Mithril per denaro perché ha debiti, dovuti forse alla malattia della sorella.
Questo almeno è quanto dice ai suoi commilitoni. Come si saprà in una Short Story pubblicata sui romanzi, infatti, i genitori di Kurz vennero coinvolti in un attacco terroristico all'aeroporto, perdendo la vita. Così Kurz abbandonò gli studi e andò in Libano per imparare a combattere per cercare, in qualche modo, di vendicare la morte dei suoi. Successivamente, si scoprirà anche che, prima di entrare nella Mithril, mentre era in territorio libanese, combatté contro Sagara a bordo degli AS, prima che si conoscessero nella Mitrhil. Suona anche la chitarra, molto bene per giunta. Ha imparato da piccolo, perché il padre la suonava e lui lo voleva emulare, aveva anche un gruppo musicale (che sarà il tema centrale di una Short Story, che vede Sagara e Weber alla ricerca dei membri della band in stile Blues Brothers). Il suo aspetto potrebbe attrarre ogni donna ma i suoi discorsi e il suo comportamento le disgusterebbero in poco tempo. Mentre Sōsuke è il bravo ragazzo dell'SRT, lui è il casinista ed il donnaiolo. Tuttavia si scopre la forte personalità di Kurz sin dalla prima serie, per esempio nelle ultime puntate quando rimprovera Sōsuke di aver lasciato Kaname da sola dopo che era stata in pensiero per lui. Nonostante con un'analisi poco approfondita possa apparire come una persona superficiale, Kurz è in realtà un personaggio di grande cuore. Dopo aver iniziato una relazione (compresa di intimità sessuale) con Mao, si sacrifica per salvarla. In realtà, all'insaputa di tutti, riesce a sopravvivere e tornerà in tempo per aiutare i suoi compagni nella battaglia decisiva contro l'Amalgam. Sia Mao che Sōsuke lo accolgono in modo comico, dicendo che il fatto che sia vivo rende meno epico il suo sacrificio, malgrado siano naturalmente molto felici del fatto che sia tornato.

### Melissa Mao
Doppiata da: Michiko Neya (ed. giapponese), Barbara De Bortoli (ed. italiana)
Melissa Mao (マオ メリッサ?, Mao Melissa) è un ufficiale di mandato della Mithril è il capo del team SRT composto da lei, Sagara e Weber, il suo nome in codice è URUZ-2. Essendo un leader eccellente così come un'abile soldatessa, è molto rispettata da Sōsuke e Kurz (suoi sottoposti), anche se la sua caratteristica principale è il combattimento corpo a corpo A differenza degli altri membri del SRT, ha una laurea in ingegneria e comprende gli aspetti ingegneristici dell'AS. È una cinese-americana nata a New York ed è stata un marine, corpo in cui si è arruolata il giorno stesso del suo matrimonio. Forse a causa di questo, è molto brava nell'essere scurrile quando vuole... è anche amica di Tessa. È stata lei a scegliere Sōsuke e Kurz per l'SRT da un campo d'allenamento segreto Mithril in Belize. Dopo che il suo M9 è stato distrutto dal Behemoth (puntata 12: One Night Stand) il suo rimpiazzo è stato un prototipo che monta sulla testa un'antenna che crea interferenze alle comunicazioni nemiche nelle vicinanze. Avrà poi una relazione con Kurz, e lo confiderà a Tessa, finché quest'ultimo non si sacrificherà per salvarle la vita. Mao, in lacrime, piange tra le braccia di Sōsuke ammettendo ad alta voce che era innamorata di Kurz. Quest'ultimo, in realtà sopravvissuto, tornerà in tempo per aiutare i suoi compagni della Mithril nella guerra finale contro l'Amalgam, per la felicità di Mao.

## Altri personaggi

### Andrey Sergeivich Kalinin
Doppiato da: Akio Ōtsuka (ed. giapponese), Leslie La Penna (ed. italiana)
Andrey Sergeivich Kalinin (アンドレイ・セルゲイヴィッチ・カリーニン?, Andorei Serugeivuitchi Karīnin) è un ex soldato dell'Unione Sovietica. Sua moglie e il bambino che portava in grembo morirono durante il parto mentre era in guerra. Uno degli ufficiali più importanti della Mithril sotto il comando di Teresa Testarossa, nonché figura paterna per Sōsuke, che conosce sin da quando questi era un bambino.

### Richard Mardukas
Doppiato da: Tomomichi Nishimura (ed. giapponese), Dario De Grassi (Full Metal Panic! e Fumoffu) e da Stefano Mondini (The Second Raid) (ed. italiana)
Richard Mardukas (リチャード・ヘンリー・マデューカス?, Richādo Henrī Madeyūkasu) è il vicecomandante del sottomarino Tuatha de Danaan. Amico del padre di Tessa, è un uomo molto ligio al dovere e di sani principi, considera Tessa come una figlia e si preoccupa molto per il suo futuro.

### Gauron
Doppiato da: Masahiko Tanaka (ed. giapponese), Roberto Draghetti (ed. italiana)
Gauron (ガウルン?, Gaurun) è un folle terrorista amante del pericolo e della guerra. Per puro caso si salvò quando Sōsuke gli sparò in testa da bambino, non esita a correre i rischi più folli per compiere le missioni per cui si fa assoldare. Per molto tempo ha considerato Sōsuke l'unico uomo contro cui potrebbe accettare di morire perché lo riteneva una persona pura, una macchina per uccidere senza emozioni.

### Kyoko Tokiwa
Doppiata da: Ikue Kimura (ed. giapponese), Federica De Bortoli (ed. italiana)
Kyoko Tokiwa (常盤 恭子?, Tokiwa Kyōko) è la migliore amica di Kaname. Molto gioviale e spensierata, ama fare fotografie in ogni momento. Viene coinvolta per caso nel combattimento tra Leonard e Sōsuke che vede la sconfitta di quest'ultimo e finisce in ospedale, fortunatamente senza aver subito ferite gravi.

### Shinji Kazama
Doppiato da: Mamiko Noto (ed. giapponese), Alessio De Filippis (ed. italiana)
Shinji Kazama (風間 信二?, Kazama Shinji) è un compagno di classe e amico di Kaname e Sōsuke. Appassionato di armi e articoli militari, legge molte riviste, le stesse di Sōsuke. Suo padre lavora nell'esercito, ma non sul campo e per questo Kazama lo rispetta poco. Sarà grazie a Sōsuke che capirà l'importanza del suo lavoro.

### Mizuki Inaba
Doppiata da: Sayuri Yoshida (ed. giapponese), Alida Milana (ed. italiana)
Mizuki Inaba (稲葉 瑞樹?, Inaba Mizuki) è inizialmente ostile verso Kaname e Sōsuke perché il suo ragazzo la scarica per provarci con Kaname, venendo poi malmenato da Sōsuke. Passando più tempo con lei alla fine fanno amicizia.

### Eri Kagurazaka
Doppiata da: Rio Natsuki (ed. giapponese), Giò-Giò Rapattoni (ed. italiana)
Eri Kagurazaka (神楽坂 恵里?, Kagurazaka Eri) è l'insegnante responsabile della classe di Kaname. Spesso si ritrova a rimproverare Sōsuke per il suo atteggiamento militare.

### Belfangan Clouzot
Belfangan Clouzot (?) è un nuovo arrivo alla Mithril, grado tenente. Un tipo serio e un duro hollywoodiano, subito entra in conflitto con Sagara e Kurtz per la sua superbia. Il suo passatempo è guardare anime di nascosto dalla truppa e si senta in imbarazzo per il timore di essere scoperto.

### Leonard Testarossa
Leonard Testarossa (レナード ・ テスタロッサ?, Renādo Tesutarossa) è il fratello gemello maggiore di Tessa, ma fa parte di un'altra organizzazione, l'Amalgam, i cui scopi sono malvagi, proprio per questo hanno un rapporto conflittuale. Ha un debole per Chidori e sembra molto interessato a lei anche per altri scopi. Durante il loro primo incontro a Tokyo la bacia, si presenta una seconda volta senza buone intenzioni sfidando Sagara e lo sconfigge, rapendo poi Chidori con una trattativa obbligata, seguendolo Sōsuke sarebbe rimasto vivo.